# Francesco Quaini
Francesco Quaini (Bologne,1611 - Bologne, 1680) est un peintre italien baroque du  XVIIe siècle.

## Biographie
Francesco Quaini  a commencé comme élève de la célèbre peintre de quadratura Agostino Mitelli. En collaboration avec Marcantonio Franceschini, Francesco a peint dans plusieurs bâtiments publics dont  la décoration de la sala Farnese dans le Palazzo Pubblico à Bologne.
Marcantonio Chiarini et son fils Luigi Quaini ont été ses élèves et des peintres de quadratura.

## Sources
- (en) Cet article est partiellement ou en totalité issu de l’article de Wikipédia en anglais intitulé « Francesco Quaini » (voir la liste des auteurs).